# Edoardo Mascheroni
Edoardo Mascheroni (Milán, 4 de septiembre de 1852-Ghirla, 4 de marzo de 1941) fue un director de orquesta y compositor italiano, hermano de Angelo.
Debuta como director en Brescia (1880) con Macbeth y, en años posteriores, trabaja principalmente en Roma donde, entre 1884 y 1889, dirige algunos estrenos operísticos, entre ellos, Fidelio, de Beethoven y Olympie, de Spontini. Gracias al apoyo de Giuseppe Verdi, fue designado primer Director de Orquesta del Teatro de la Scala de Milán (1891), donde introdujo al público lombardo en las obras maestras de Wagner tales como Tannhäuser, El Holandés Errante y La Valquiria. Asimismo, también en la Scala, lleva a cabo la primera representación absoluta de las óperas La Wally (1892) y Falstaff (1893), cosechando éxito de crítica, tanto en Alemania como en Austria. Además de en los países de habla germana,  fue particularmente activo, durante los últimos años del siglo XIX y principios del siglo XX, tanto Francia, España como en América Latina. En 1913 fue uno de los organizadores de las celebraciones del centenario de Verdi, participando como director en las que se llevaron a cabo en la ciudad de Busseto.
Como director de orquesta fue apreciado  por su rigor filológico y precisión técnica. Escribió dos óperas, ambas con libretos de Luigi Illica. La primera de ellas, Lorenza (1901) fue estrenada en el Gran Teatro del Liceo de Barcelona el 23 de diciembre de 1903 actuando como intérpretes principales, la soprano Livia Berlendi, el tenor catalán Francisco Viñas y el barítono Néstor de la Torre. La segunda obra, La Perugina, fue escrita en (1909) . Además escribió algunas composiciones de carácter sacro y de cámara.